# Kobe Bufkin
Kobe Bufkin (Grand Rapids, Míchigan; 21 de septiembre de 2003) es un baloncestista estadounidense que pertenece a la plantilla de los Atlanta Hawks de la NBA. Con 1,96 metros de estatura, juega en la posición de escolta.

## Trayectoria deportiva

### Universidad
Tras participar en 2021, en su época de secundaria en los prestigiosos McDonald's All-American y Jordan Brand Classic, jugó dos temporadas con los Wolverines de la Universidad de Míchigan, en las que promedió 9,0 puntos, 3,0 rebotes y 1,7 asistencias por partido. Al término de su segunda temporada fue incluido en el tercer mejor quinteto de la Big Ten Conference. El 2 de abril de 2023 se declaró elegible para el draft de la NBA, renunciando al resto de su carrera colegial.

#### Estadísticas
| Año     | Equipo   | PJ | PT | MPP  | %TC  | %3P  | %TL  | RPP | APP | ROB | TPP | PPP  |
| ------- | -------- | -- | -- | ---- | ---- | ---- | ---- | --- | --- | --- | --- | ---- |
| 2021–22 | Michigan | 28 | 0  | 10.6 | .380 | .222 | .773 | 1.1 | .3  | .4  | .1  | 3.0  |
| 2022–23 | Michigan | 33 | 33 | 34.0 | .482 | .355 | .849 | 4.5 | 2.9 | 1.3 | .7  | 14.0 |
| Total   | Total    | 61 | 33 | 23.3 | .463 | .325 | .833 | 3.0 | 1.7 | .9  | .4  | 9.0  |

### Profesional
Fue elegido en la decimoquinta posición del Draft de la NBA de 2023 por los Atlanta Hawks. El 3 de julio de firmó un contrato de rookie con la franquicia. Después de aparecer en dos de los primeros cinco partidos del equipo, se fracturó el pulgar el 3 de noviembre.. Cuando se recuperó de la lesión, fue asignado al filial de la NBA G-League, los College Park Skyhawks, y registró actuaciones de 34, 29, 33 y 27 puntos en sus primeros cuatro partidos con el equipo. El 29 de enero de 2024 anotó 43 puntos para los Skyhawks. En 14 apariciones promedió 23,6 puntos, 5,9 asistencias, 5,4 rebotes y 1,4 robos con cuatro actuaciones de 30 puntos o más.
Cuando Trae Young necesitó una cirugía en un ligamento de un dedo de su mano izquierda a fines de febrero de 2024, Bufkin fue devuelto a la rotación principal. En sus primeros cuatro partidos con los Hawks tras la lesión de Young, promedió 6 puntos, 3,5 asistencias y 2 rebotes, incluyendo un récord personal de 12 puntos el 29 de febrero contra Brooklyn Nets. Pero tras esos cuatro partidos se lesionó, y el 7 de marzo le diagnosticaron un esguince del dedo gordo del pie izquierdo que requirió 10 días de inmovilización antes de una reevaluación. Tras su regreso a la competición el 1 de abril después de perderse 14 partidos, volvió a la rotación principal, desplazando a Trent Forrest como base suplente y, en ocasiones, jugando simultáneamente con el base Dejounte Murray como escolta.
Jugó en 10 partidos para Atlanta en la temporada 2024-25 de la NBA, con un promedio de 5,3 puntos, 2,1 rebotes y 1,7 asistencias. El 18 de diciembre de 2024, se anunció que se sometería a una cirugía, perdiéndose el resto de la temporada, para abordar la inestabilidad del hombro derecho.

## Estadísticas de su carrera en la NBA

### Temporada regular
| Año     | Equipo  | PJ | PT | MPP  | %TC  | %3P  | %TL  | RPP | APP | ROB | TPP | PPP |
| ------- | ------- | -- | -- | ---- | ---- | ---- | ---- | --- | --- | --- | --- | --- |
| 2023-24 | Atlanta | 17 | 0  | 11.5 | .370 | .225 | .500 | 1.9 | 1.6 | .4  | .3  | 4.8 |
| 2024-25 | Atlanta | 10 | 0  | 12.4 | .383 | .211 | .722 | 2.1 | 1.7 | .3  | .2  | 5.3 |
| Total   | Total   | 27 | 0  | 11.9 | .374 | .220 | .654 | 2.0 | 1.6 | .4  | .3  | 5.0 |